# مبنى البلدية (بنغازي)
مبنى بلدية بنغازي أو قصر بلدية بنغازي كان مقراً لبلدية بنغازي، ليبيا.
يرجع تأسيسه إلى العام 1872  ويقع في ساحة البلدية في وسط المدينة حيث المدينة القديمة ببنغازي ويعد أقدم المباني الإدارية الحكومية في المدينة.

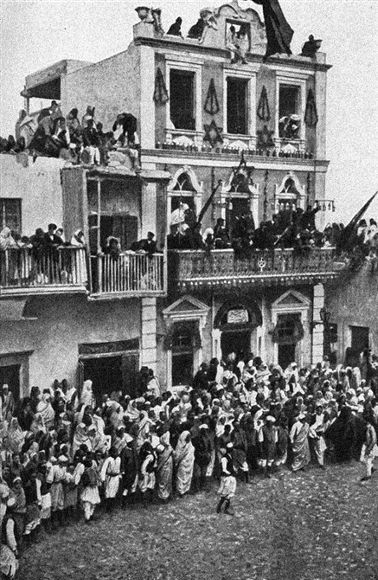
صورة لمبنى البلدية في احدى المناسبات الرسمية أواخر القرن التاسع عشر (تقريباً 1888).

## تاريخ
يعود تاريخ إنشاء هيئة إدارية لبلدية بنغازي إلى العام 1863 حين أصدرت الدولة العثمانية مرسوما يقضي بانشاء دوائر بلدية في مختلف ولايات الدولة، وقد تأخر تطبيق القرار في طرابلس حتى 1870، ثم في بنغازي بوصفها عاصمة إقليم برقة التي فصلت إداريا عن طرابلس وأصبحت متصرفية مرتبطة بالباب العالي مباشرة منذ 1863.
ويمكن تقسيم مراحل بناء مبنى البلدية لثلاثة مراحل:
المرحلة الأولى: في العام 1872 حيث تم بنائه كقاعة صغيرة من طابقين لها واجهة بسيطة تتكون من مدخل تعلوها شرفة تمتد على طول الواجهة مظللة بسقف خشبي يستند من الأمام على عمودين.
المرحلة الثانية: في 1882 قام عميد بلدية بنغازي آنذاك «أحمد المهدوي» بتوسعة المبنى حيث قام بشراء المنزل المجاور من مالكه الإيطالي، وهدم المبنيين وقام ببناء مبنى يتكون من ثلاثة طوابق خصص جزء منها مكاتب للموظفين وقاعة استقبال وصيدلية. كما أضيفت على المبنى الجديد شرفة كبيرة أضفت عليه رونقاً، وتبين الصور أنها كانت تستخدم في المناسبات من قبل المسؤولين لالقاء الخطب والبيانات على الجموع التي كانت تحتشد في الساحة المقابلة.
المرحلة الثالثة: في فترة الحكم الإيطالي تم توسعة المبنى في العام 1914، ولم يتم بهدمه خيث تم الإبقاء على الجزء القديم الأوسط وإضافة الجناحين الشرقي والغربي إضافة للبرجين، كما تم إضافة طابع الحداثة واستبدال السلالم الخشبية بأخرى مبنية بالآجر ومغلفة بالرخام مع تغيير الأثاث والديكور. 
كما قام الإيطاليون بالاعتناء بالواجهات وتجميل النوافذ والأبواب إضافة لأعمدة رخامية وبرجين كل منهما به ساعتين وجرسين كبيرين.
وكلف المعماري مارتشيلو بياتشنتيني بتصميم الرواق الأمامي والديكور الداخلي، بينما صمم الواجهات المعماري إيفو ليبوروني. فيما صمم اللوحات الجصية الداخلية الفنان غيدو كادارين وصمم الثريات أ. بيلوتو. فيما جُلب الأثاث الداخلي من شركة دوكروت.